# Arnaldo Lafayette
Arnaldo Bezerra Lafayette, mais conhecido como Arnaldo Lafayette, (Monteiro, 11 de março de 1916 — Recife, 15 de junho de 1993) foi um funcionário público, agropecuarista e político brasileiro, outrora deputado federal pela Paraíba.

## Dados biográficos
Filho de Joaquim Pereira Lafayette e Sebastiana Bezerra Lafayette. Funcionário público federal e agropecuarista, integrou o Conselho Fiscal da Caixa dos Ferroviários e Empregados Públicos em 1956 e após quatro anos presidiu o Instituto de Aposentadoria e Pensões dos Ferroviários e Empregados em Serviços Públicos (IAPFESP). Elegeu-se deputado federal pelo PTB da Paraíba em 1962 e quando o Regime Militar de 1964 adotou o bipartidarismo por força do Ato Institucional Número Dois, preferiu entrar para o MDB, embora não tenha sido reeleito no pleito seguinte.
Em 1968 elegeu-se prefeito de Monteiro para um mandato de quatro anos, voltou a disputar um mandato de deputado federal em 1974. Primeiro suplente de seu partido, foi efetivado após a morte de Petrônio Figueiredo em 24 de setembro do ano seguinte e foi reeleito em 1978. Após o retorno do pluripartidarismo em 1980 voltou ao PTB por um breve período, pois sua afinidade política com Leonel Brizola (que perdera o PTB numa disputa com Ivete Vargas) o fez membro da primeira bancada na história do PDT. Entretanto a proibição de coligações partidárias e a adoção do voto vinculado para as eleições de 1982 fizeram-no buscar abrigo no PMDB, mas não se reelegeu. Disputou sua última eleição em 1986, quando tornou-se primeiro suplente de senador na chapa de Raimundo Lira.